# Worse Than a Fairy Tale
Albums de Drop Dead, Gorgeous
In Vogue
(2006) The Hot N' Heavy
(2009)
Worse Than a Fairy Tale est le deuxième album studio du groupe de metalcore américain Drop Dead, Gorgeous, sorti le 14 août 2007 sous le label Suretone Records.
Worse Than a Fairy Tale est un album concept : il parle d'un tueur en série qui se serait replié dans une petite ville fictive appelée Saylor Lake (le dixième titre de l'album est intitulé Saylor Lake).
L'album contient les deux titres de leur précédente démo, intitulée They'll Never Get Me (Word with You) : They'll Never Get Me (Word with You) et It Sounded Like an Accident.
Un single est sorti pour le titre They'll Never Get Me (Word with You) exclusivement pour les Hot Topics et est sorti ensuite le 24 juillet sur iTunes avec le single suivant, It Sounded Like An Accident.

## Liste des morceaux
1. Red or White Wine? - 3:26
2. Drawing the Devil - 4:28
3. The Pleasure to End All Pleasures - 3:27
4. Worse Than a Fairy Tale - 3:39
5. They'll Never Get Me (Word with You) – 3:32
6. It Sounded Like an Accident - 3:45
7. 45223 - 4:20
8. It's Pretty Hard to Beat the King - 3:23
9. Donner, Party of Five - 4:32
10. Saylor Lake - 4:26
11. Bye Bye Blues - 3:18
12. I Want to Master Life and Death - 6:36